# Caesars
Caesars este o formație suedeză de rock alternativ.În țara lor natală, trupa era cunoscută sub numele de Caesars Palace, iar în restul Scandianviei ca Twelve Caesars. Oricum, au ales să rămână cu numele de Caesars.

## Cariera
În afara Suediei, sunt foarte cunoscuți datorită melodiei „Jerk it Out”, care a fost original introdusă într-un joc video cu snowbording, „Afterbang”, în 2002; în SSX 3 și Fifa 2004, iar pe PlayStation 2 în jocul LMA Manager 2005. A mai apărut și în jocul de Wii „Just Dance” Dance Dance Revolution SuperNova. Melodia a fost folosită și în reclame televizate pentru firme ca iPod (2005) și Renault (2009); aceasta este conținută de trei albume ale formației Caesars: 39 Minutes of Bliss (In an Otherwise Meaningless World), Paper Tigers și Love For The Streets.
Au câștigat premiile Grammy suedeze pentru Cel mai bun album și Cel mai bun artist.Melodia „We Got to Leave” este tema muzicală a serialului Confessions of a Matchmaker și este folosită în filmul John Tucker Must Die.Albumul „Strawberry Weed” a fost lansat în Scandinavia pe 5 martie 2008. Albumul cu 24 de melodii a fost produs de Ebbot Lundberg din Soundtrack Of Our Lives.
O diferență dintre albumele anterioare și actualul este că chitaristul Joakim Åhlund și toboșarul Nino Keller sunt vocaliști alături de César Vidal. 
Aceștia au un stil „old-school” datorită câtorva tehnici pe care le folosesc în producerea melodiilor.

## Membrii
- Joakim Åhlund - chitarisl, vocal
- César Vidal - chitarist, vocal
- David Lindquist - bas
- Jens Örjenheim - toboșar (1998-2000)
- Nino Keller - toboșar (2000-present)
- Klas Åhlund - chitarist care cântă și la alte instrumente; nu a fost prezentat ca membru oficial al trupei, însă a participat în spectacolele live.

## Discografie
- Youth is Wasted on the Young
- Cherry Kicks
- Love For The Streets
- 39 Minutes of Bliss (In an Otherwise Meaningless World)
- Paper Tigers
- Strawberry Weed

## Melodii
- Shake It
- Rock De Puta Mierda
- Kick You Out
- Sort It Out
- From the Bughouse / Punkrocke / Love Bubble
- Crackin' Up
- Fun 'n' Games
- Only You
- Jerk It Out / Out of My Hands / She's A Planet
- Over 'fore It Started / Sparky
- Candy Kane / Artificial Gravity
- Get Off My Cloud (Rolling stones cover)/ Bound and Dominated
- Jerk It Out
- Jerk It Out / Up All Night
- Jerk It Out (mai multe remixuri)
- We Got to Leave / Longer We Stay Together
- Paper Tigers / Up All Night
- It's Not the Fall That Hurts
- No Tomorrow / Every Road Leads to Home
- Boo Boo Goo Goo